# Zavlekov
Zavlekov (dříve též Zamlekov, Zamlekom či Souflek, německy Zamlekau) je obec v okrese Klatovy v Plzeňském kraji. Žije zde 423 obyvatel.

## Historie
První písemná zmínka o vesnici pochází z roku 1334.

## Pamětihodnosti
- Kostel Nejsvětější Trojice
- V západní části vesnice stojí romanticky upravená zřícenina staré zavlekovské tvrze ze čtrnáctého století. Druhým panským sídlem bývala tzv. nová tvrz přestavěná v osmnáctém století na památkově chráněnou sýpku.[5]
- Boží muka
- Kříž
- Obecní muzeum na Špejcharu

## Části obce
- Zavlekov
- Mladice
- Plichtice
- Skránčice
- Vlčnov

V letech 1850–1907 a od roku 1961 do 31. prosince 1993 k obci patřily i Tužice.

## Galerie

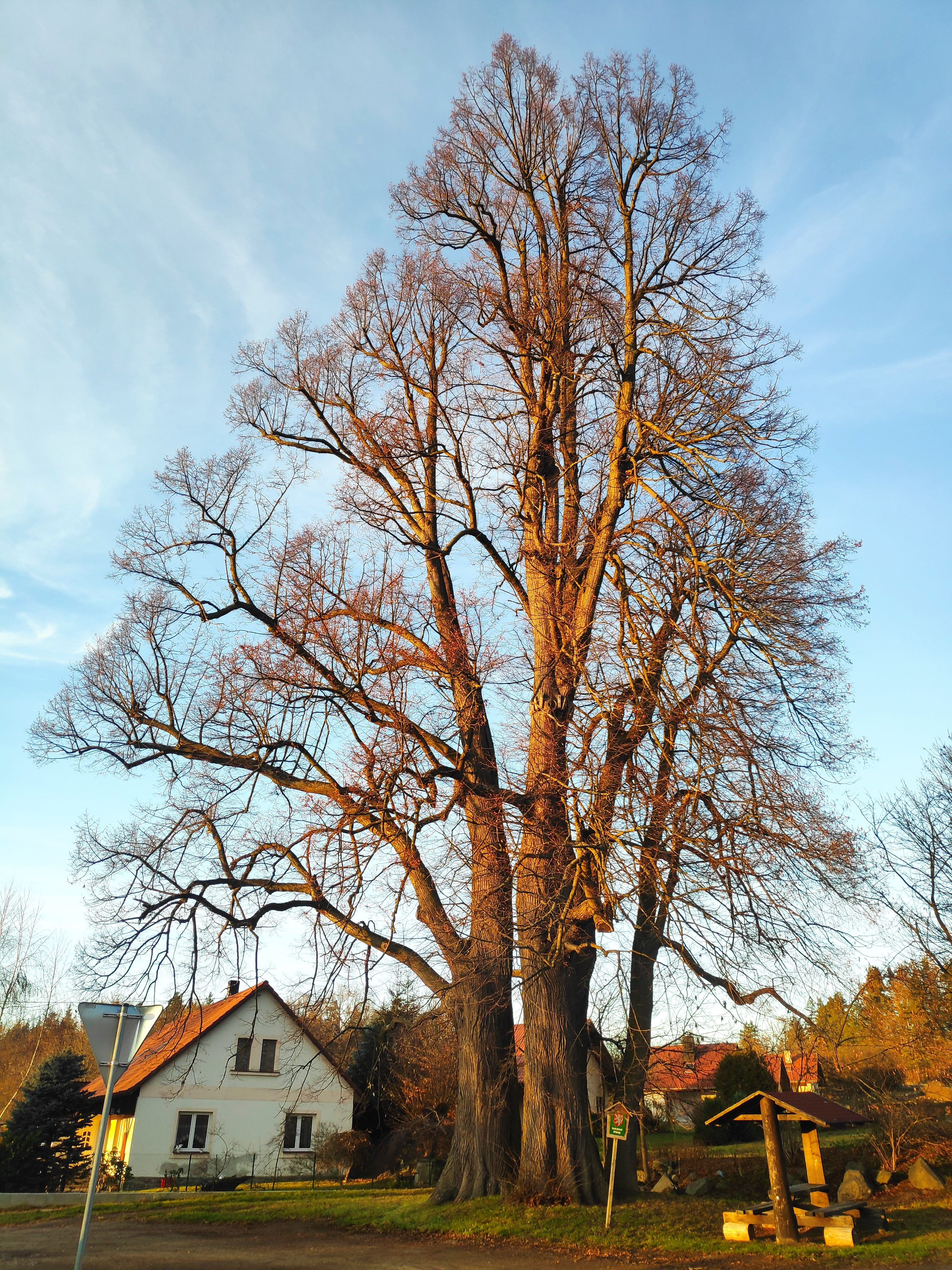
Památné stromoví, Zavlekovské lípy
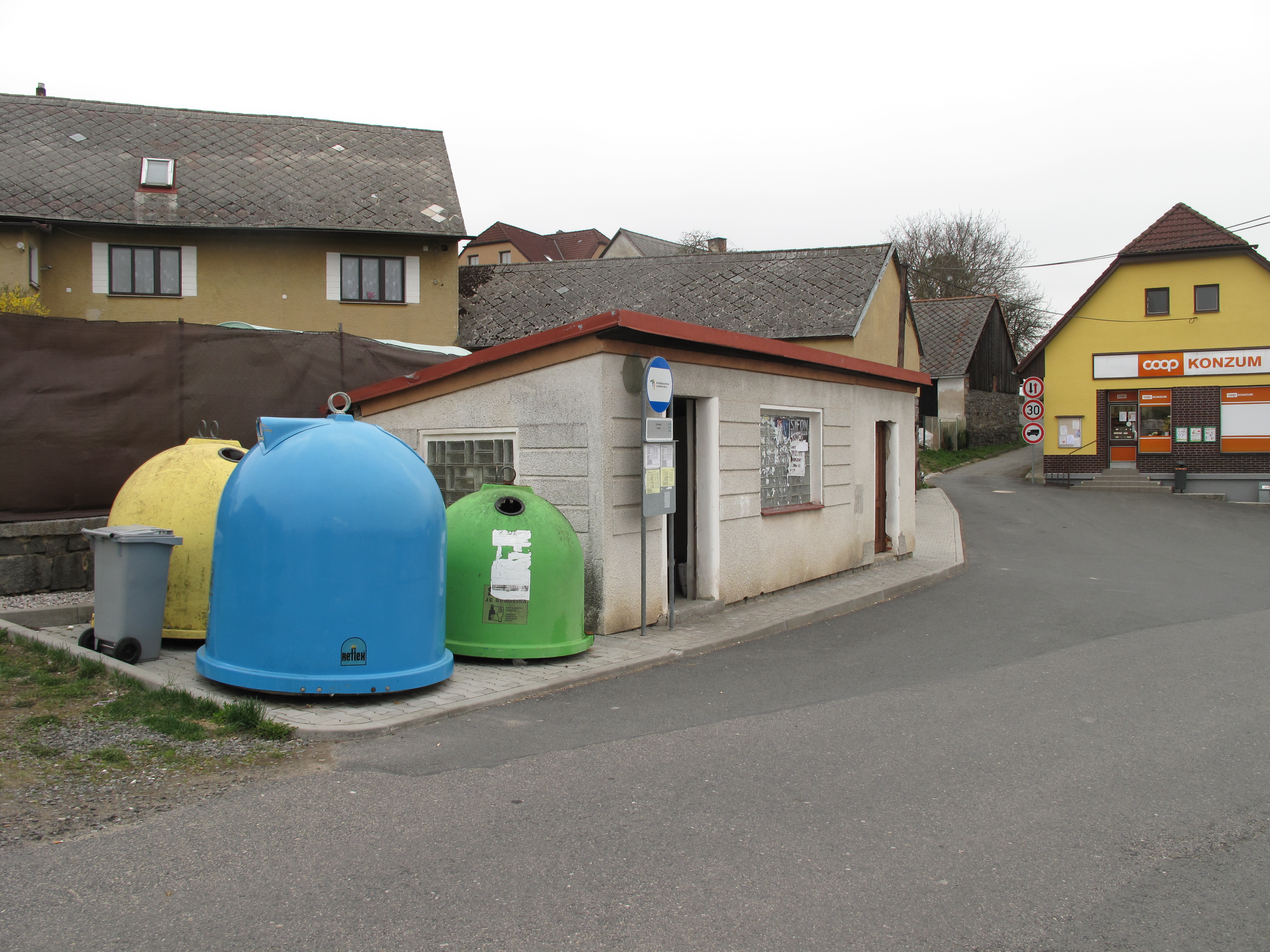
Autobusová zastávka s kontajnery na tříděný odpad
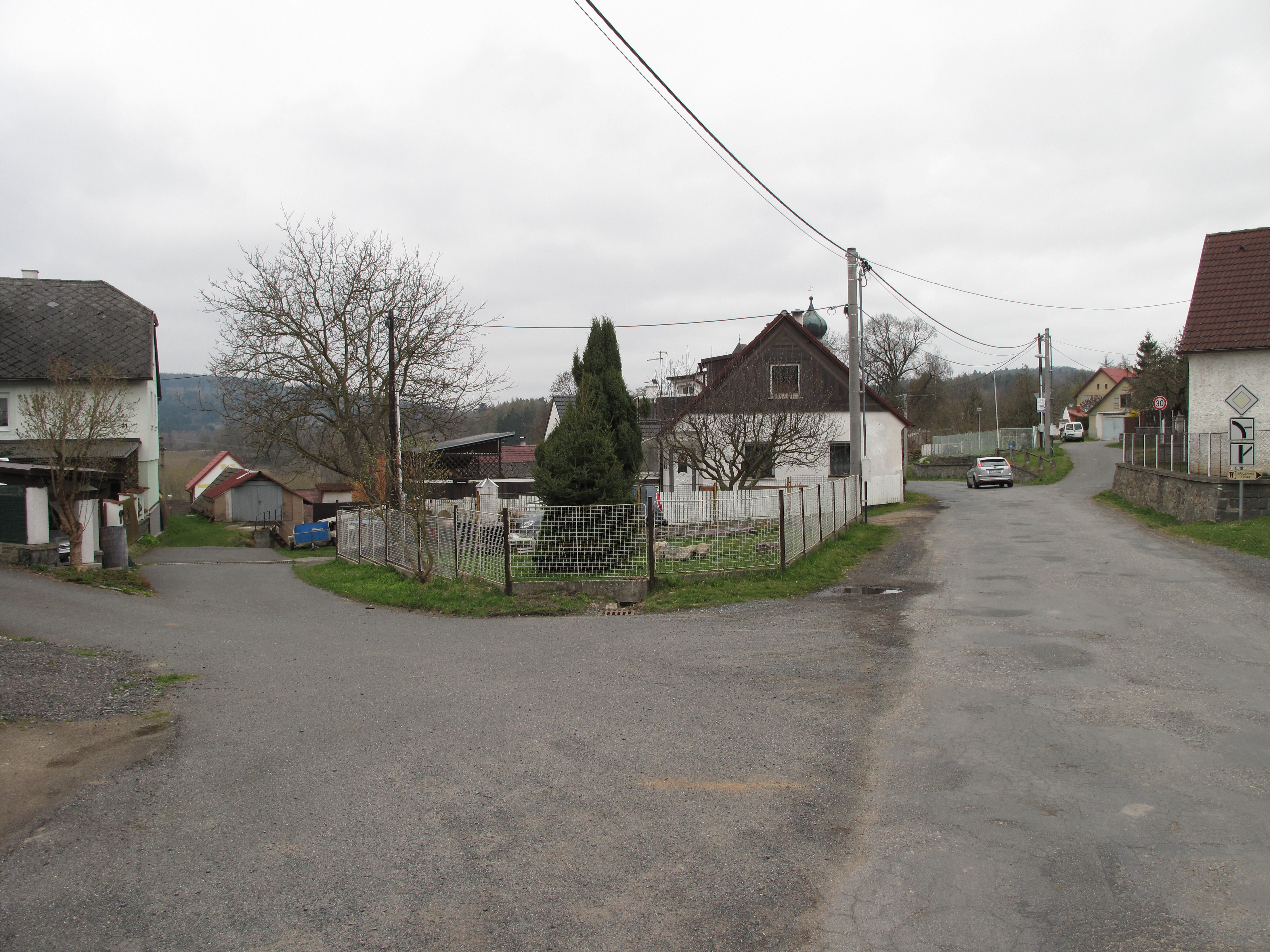
Křižovatka
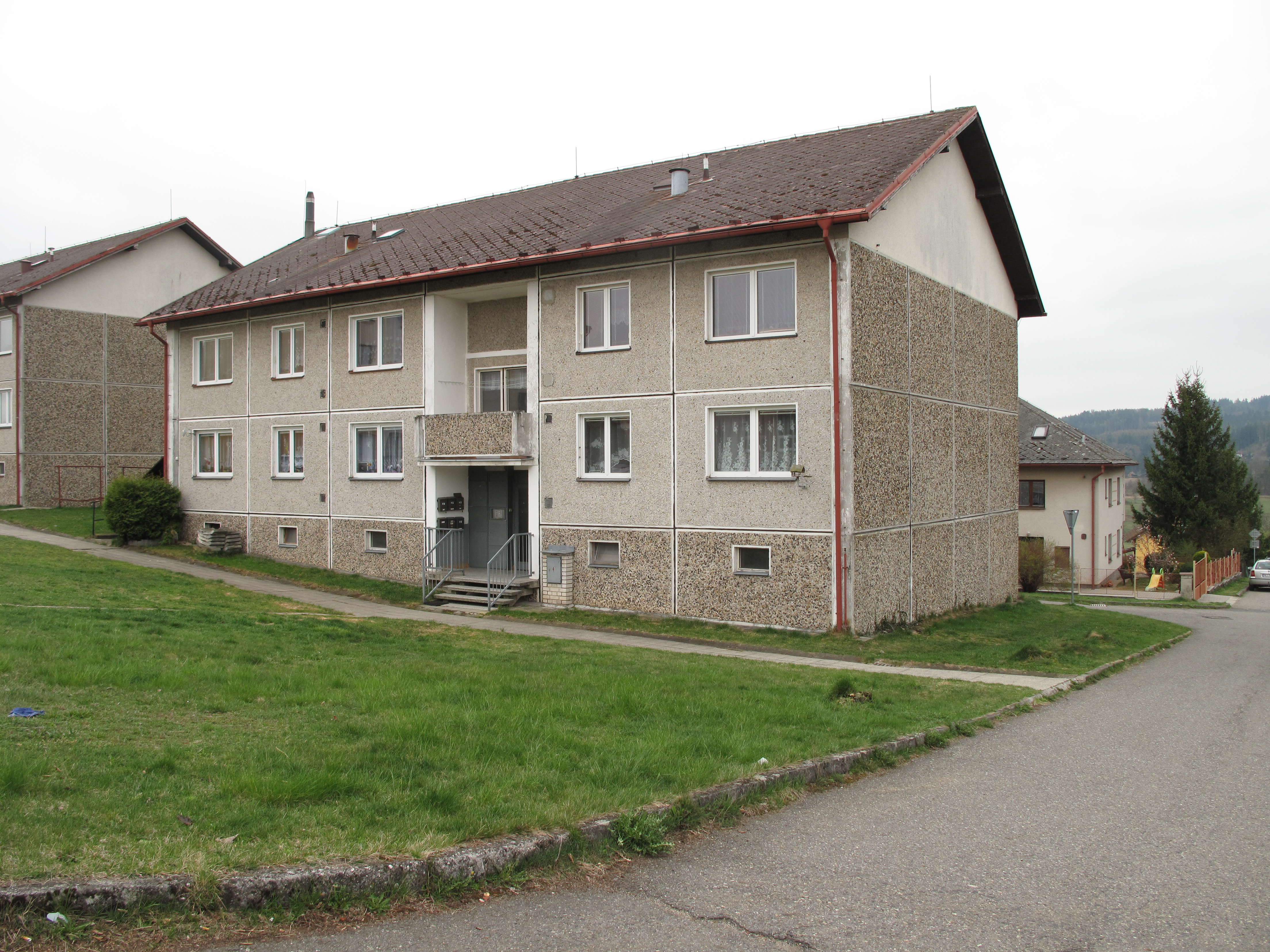
Bytovky